# Iberia (Albéniz)
Iberia is een suite voor piano van de Spaanse componist Isaac Albéniz. Hij schreef het stuk in Parijs tussen 1905 en 1908, toen het impressionisme daar opkwam. Het werk kreeg zijn unieke karakter door het gebruik van Spaanse volksmuziek en Liszts transcendentale techniek. Zo staat het werk vol met dynamische tekens, grote sprongen, gedetailleerde aanwijzingen en grote akkoorden. De "Twaalf Muzikale Impressies", zoals het werk oorspronkelijk heette, werd geroemd door componisten als Debussy, Poulenc en Messiaen. Een uitvoering duurt ongeveer 1,5 uur.
Delen van de suite zijn door Enrique Fernández Arbós bewerkt voor orkest. Carlos Surinach herschreef het hele werk voor orkest. In 1996 bewerkte Christophe Dejour het hele stuk als eerste voor drie gitaren. Deze bewerking werd voor het eerst gespeeld door het "Trio Campanella" in 1998 in Kopenhagen.

## Compositie

### Boek 1
- Evocación (As majeur - as mineur)
- El puerto (Des majeur)
- El Corpus en Sevilla (fis mineur - Fis majeur)

### Boek 2
- Rondeña (D majeur)
- Almería (G majeur)
- Triana (fis mineur)

### Boek 3
- El Albaicín (bes mineur - Bes majeur)
- El Polo (f mineur)
- Lavapiés (Des majeur)

### Boek 4
- Málaga (bes mineur - Bes majeur)
- Jerez (a mineur - E majeur)
- Eritaña (Es majeur)

## Uitvoeringen
De twaalf delen zijn als eerste gespeeld door de Franse pianiste Blanche Selva, verspreid over meerdere jaren. Het eerste boek speelde zij in 1906, het tweede in 1907, het derde in 1908 en het vierde in 1909. Het werk is door verschillende pianisten gespeeld, waaronder Esteban Sánchez, Alicia de Larrocha, Marc-André Hamelin, Claudio Arrau, Yvonne Loriod en Guillermo González.